# Brasil-Venezuela em futebol
Histórico dos resultados dos confrontos de futebol entre Brasil e Venezuela:

## Masculino

### Seleção principal
| #  | Data                   | Estádio                       | Cidade          | Casa      | Placar | Visitante | Competição                                  | Ref.  |
| -- | ---------------------- | ----------------------------- | --------------- | --------- | ------ | --------- | ------------------------------------------- | ----- |
| 1  | 10 de agosto de 1969   | Olímpico de Caracas           | Caracas         | Venezuela | 0–5    | Brasil    | Eliminatórias da Copa do Mundo FIFA de 1970 |       |
| 2  | 24 de agosto de 1969   | Maracanã                      | Rio de Janeiro  | Brasil    | 6–0    | Venezuela | Eliminatórias da Copa do Mundo FIFA de 1970 |       |
| 3  | 31 de julho de 1975    | Olímpico de Caracas           | Caracas         | Venezuela | 0–4    | Brasil    | Copa América de 1975                        |       |
| 4  | 13 de agosto de 1975   | Mineirão                      | Belo Horizonte  | Brasil    | 6–0    | Venezuela | Copa América de 1975                        |       |
| 5  | 8 de fevereiro de 1981 | Olímpico de Caracas           | Caracas         | Venezuela | 0–1    | Brasil    | Eliminatórias da Copa do Mundo FIFA de 1982 |       |
| 6  | 29 de março de 1981    | Serra Dourada                 | Goiânia         | Brasil    | 5–0    | Venezuela | Eliminatórias da Copa do Mundo FIFA de 1982 |       |
| 7  | 28 de junho de 1987    | Chateau Carreras              | Córdova         | Brasil    | 5–0    | Venezuela | Copa América de 1987                        |       |
| 8  | 1 de julho de 1989     | Fonte Nova                    | Salvador        | Brasil    | 3–1    | Venezuela | Copa América de 1989                        |       |
| 9  | 30 de julho de 1989    | Brígido Iriarte               | Caracas         | Venezuela | 0–4    | Brasil    | Eliminatórias da Copa do Mundo FIFA de 1990 |       |
| 10 | 20 de agosto de 1989   | Morumbi                       | São Paulo       | Brasil    | 6–0    | Venezuela | Eliminatórias da Copa do Mundo FIFA de 1990 |       |
| 11 | 1 de agosto de 1993    | Pueblo Nuevo                  | San Cristóbal   | Venezuela | 1–5    | Brasil    | Eliminatórias da Copa do Mundo FIFA de 1994 |       |
| 12 | 5 de setembro de 1993  | Mineirão                      | Belo Horizonte  | Brasil    | 4–0    | Venezuela | Eliminatórias da Copa do Mundo FIFA de 1994 |       |
| 13 | 30 de junho de 1999    | Antonio Oddone Sarubbi        | Ciudad del Este | Brasil    | 7–0    | Venezuela | Copa América de 1999                        |       |
| 14 | 8 de outubro de 2000   | Pachencho Romero              | Maracaibo       | Venezuela | 0–6    | Brasil    | Eliminatórias da Copa do Mundo FIFA de 2002 |       |
| 15 | 14 de novembro de 2001 | Castelão                      | São Luís        | Brasil    | 3–0    | Venezuela | Eliminatórias da Copa do Mundo FIFA de 2002 |       |
| 16 | 9 de outubro de 2004   | Pachencho Romero              | Maracaibo       | Venezuela | 2–5    | Brasil    | Eliminatórias da Copa do Mundo FIFA de 2006 |       |
| 17 | 12 de outubro de 2005  | Mangueirão                    | Belém           | Brasil    | 3–0    | Venezuela | Eliminatórias da Copa do Mundo FIFA de 2006 |       |
| 18 | 6 de junho de 2008     | Gillette Stadium              | Foxborough      | Brasil    | 0–2    | Venezuela | Amistoso                                    |       |
| 19 | 12 de outubro de 2008  | Pueblo Nuevo                  | San Cristóbal   | Venezuela | 0–4    | Brasil    | Eliminatórias da Copa do Mundo FIFA de 2010 |       |
| 20 | 14 de outubro de 2009  | Morenão                       | Campo Grande    | Brasil    | 0–0    | Venezuela | Eliminatórias da Copa do Mundo FIFA de 2010 |       |
| 21 | 3 de julho de 2011     | Ciudad de La Plata            | La Plata        | Brasil    | 0–0    | Venezuela | Copa América de 2011                        |       |
| 22 | 21 de junho de 2015    | Monumental David Arellano     | Santiago        | Brasil    | 2–1    | Venezuela | Copa América de 2015                        | [ 1 ] |
| 23 | 13 de outubro de 2015  | Arena Castelão                | Fortaleza       | Brasil    | 3–1    | Venezuela | Eliminatórias da Copa do Mundo FIFA de 2018 | [ 2 ] |
| 24 | 11 de outubro de 2016  | Metropolitano de Mérida       | Mérida          | Venezuela | 0–2    | Brasil    | Eliminatórias da Copa do Mundo FIFA de 2018 | [ 3 ] |
| 25 | 18 de junho de 2019    | Arena Fonte Nova              | Salvador        | Brasil    | 0–0    | Venezuela | Copa América de 2019                        |       |
| 26 | 13 de novembro de 2020 | Morumbi                       | São Paulo       | Brasil    | 1–0    | Venezuela | Eliminatórias da Copa do Mundo FIFA de 2022 |       |
| 27 | 13 de junho de 2021    | Mané Garrincha                | Brasília        | Brasil    | 3–0    | Venezuela | Copa América de 2021                        |       |
| 28 | 7 de outubro de 2021   | Pueblo Nuevo                  | San Cristóbal   | Venezuela | 1–3    | Brasil    | Eliminatórias da Copa do Mundo FIFA de 2022 |       |
| 29 | 12 de outubro de 2023  | Arena Pantanal                | Cuiabá          | Brasil    | 1–1    | Venezuela | Eliminatórias da Copa do Mundo FIFA de 2026 |       |
| 30 | 14 de novembro de 2024 | Estádio Monumental de Maturín | Maturín         | Venezuela | 1–1    | Brasil    | Eliminatórias da Copa do Mundo FIFA de 2026 |       |

#### Estatísticas
Última partida: 14 de novembro de 2024
| Competição                          | Jogos | Vitórias do Brasil | Empates | Vitórias da Venezuela | Gols do Brasil | Gols da Venezuela |
| ----------------------------------- | ----- | ------------------ | ------- | --------------------- | -------------- | ----------------- |
| Copa América                        | 9     | 7                  | 2       | 0                     | 30             | 2                 |
| Eliminatórias da Copa do Mundo FIFA | 19    | 16                 | 3       | 0                     | 65             | 6                 |
| Amistoso                            | 1     | 0                  | 0       | 1                     | 0              | 2                 |
| Total                               | 30    | 24                 | 4       | 1                     | 97             | 10                |

### Seleção Olímpica
Essa foi a partida entre as seleções Olímpicas:
| Nª | Data                   | Cidade        | País      | Mandante | Placar | Visitante | Competição                                           |
| -- | ---------------------- | ------------- | --------- | -------- | ------ | --------- | ---------------------------------------------------- |
| 1  | 22 de Março de 1968    | Barranquila   | Colômbia  | Brasil   | 3 – 0  | Venezuela | Pré-Olímpico Sul-Americano Sub-23 de 1968            |
| 2  | 23 de Janeiro de 1980  | Cali          | Colômbia  | Brasil   | 2 – 1  | Venezuela | Pré-Olímpico Sul-Americano Sub-23 de 1980            |
| 3  | 9 de Fevereiro de 1992 | Assunção      | Paraguai  | Brasil   | 1 – 1  | Venezuela | Pré-Olímpico Sul-Americano Sub-23 de 1992            |
| 4  | 1 de Março de 1996     | Mar del Plata | Argentina | Brasil   | 5 – 0  | Venezuela | Pré-Olímpico Sul-Americano Sub-23 de 1996,fase final |
| 5  | 26 de Janeiro de 2000  | Londrina      | Brasil    | Brasil   | 3 – 0  | Venezuela | Pré-Olímpico Sul-Americano Sub-23 de 2000            |
| 6  | 7 de Janeiro de 2004   | Concepcion    | Chile     | Brasil   | 4 – 0  | Venezuela | Pré-Olímpico Sul-Americano Sub-23 de 2004            |

#### Estatísticas da Seleção Olímpica
Até 05 de Fevereiro de 2017
| Casa | Fora | Total | Brasil- Venezuela | Total | Fora | Casa |
| ---- | ---- | ----- | ----------------- | ----- | ---- | ---- |
| 0    | 6    | 6     | Jogos             | 6     | 6    | 0    |
| 0    | 5    | 5     | Vitórias          | 0     | 0    | 0    |
| 0    | 1    | 1     | Empates           | 1     | 1    | 0    |
| 0    | 0    | 0     | Derrotas          | 5     | 5    | 0    |
| 0    | 18   | 18    | Gols marcados     | 2     | 2    | 0    |
| 0    | 2    | 2     | Gols sofridos     | 18    | 18   | 5    |

### Seleção Sub-20
Essa foi a partida entre as seleções Sub-20:
| Nª | Data                    | Cidade         | País      | Mandante  | Placar | Visitante | Competição                                         |
| -- | ----------------------- | -------------- | --------- | --------- | ------ | --------- | -------------------------------------------------- |
| 1  | 3 de Abril de 1954      | Caracas        | Venezuela | Venezuela | 0 – 2  | Brasil    | Campeonato Sul-Americano Sub 19 de 1954            |
| 2  | 23 de Março de 1958     | Chile          | Chile     | Brasil    | 4 – 0  | Venezuela | Campeonato Sul-Americano Sub 19 de 1958            |
| 3  | 4 de Março de 1971      | Assunção       | Paraguai  | Brasil    | 5 – 1  | Venezuela | Campeonato Sul-Americano Sub 19 de 1971            |
| 4  | 6 de Março de 1974      | Chile          | Chile     | Brasil    | 4 – 0  | Venezuela | Campeonato Sul-Americano Sub 19 de 1974            |
| 5  | 17 de Fevereiro de 1981 | Equador        | Equador   | Brasil    | 5 – 1  | Venezuela | Campeonato Sul-Americano Sub 20 de 1981            |
| 6  | 16 de Janeiro de 1997   | Iquique        | Chile     | Brasil    | 10 – 2 | Venezuela | Campeonato Sul-Americano Sub 20 de 1997            |
| 7  | Fevereiro de 1997       | Coquimbo       | Chile     | Brasil    | 2 – 2  | Venezuela | Campeonato Sul-Americano Sub 20 de 1997            |
| 8  | 19 de Janeiro de 2001   | Riobamba       | Equador   | Brasil    | 1 – 1  | Venezuela | Campeonato Sul-Americano Sub 20 de 2001            |
| 9  | 27 de Janeiro de 2005   | Pereira        | Colômbia  | Brasil    | 1 – 0  | Venezuela | Campeonato Sul-Americano Sub 20 de 2005,Fase final |
| 10 | 4 de Fevereiro de 2009  | Puerto La Cruz | Venezuela | Venezuela | 0 – 3  | Brasil    | Campeonato Sul-Americano Sub 20 de 2009,Fase final |
| 11 | 16 de Janeiro de 2013   | San Juan       | Argentina | Brasil    | 1 – 0  | Venezuela | Campeonato Sul-Americano Sub 20 de 2013            |
| 12 | 19 de Janeiro de 2015   | Maldonado      | Uruguai   | Brasil    | 2 – 0  | Venezuela | Campeonato Sul-Americano Sub 20 de 2015            |
| 13 | 5 de Fevereiro de 2017  | Quito          | Equador   | Brasil    | 1 – 0  | Venezuela | Campeonato Sul-Americano Sub 20 de 2017,Fase final |
| 14 | 21 de Janeiro de 2019   | Rancagua       | Chile     | Brasil    | 2 – 1  | Venezuela | Campeonato Sul-Americano Sub 20 de 2019            |
| 15 | 1 de Fevereiro de 2019  | Rancagua       | Chile     | Venezuela | 2 – 0  | Brasil    | Campeonato Sul-Americano Sub 20 de 2019,Fase final |

#### Estatísticas da Sub-20
Até 05 de Fevereiro de 2017
| Casa | Fora | Total | Brasil- Venezuela | Total | Fora | Casa |
| ---- | ---- | ----- | ----------------- | ----- | ---- | ---- |
| 12   | 3    | 15    | Jogos             | 15    | 12   | 3    |
| 9    | 2    | 11    | Vitórias          | 1     | 0    | 1    |
| 0    | 2    | 2     | Empates           | 2     | 2    | 0    |
| 0    | 1    | 1     | Derrotas          | 12    | 10   | 2    |
| 5    | 40   | 45    | Gols marcados     | 10    | 8    | 2    |
| 8    | 2    | 10    | Gols sofridos     | 45    | 40   | 5    |

### Seleção Sub-17
Essa foi a partida entre as seleções Sub-17:
| Nª | Data                    | Cidade                  | País      | Mandante  | Placar | Visitante | Competição                                         |
| -- | ----------------------- | ----------------------- | --------- | --------- | ------ | --------- | -------------------------------------------------- |
| 1  | Abril de 1985           | Argentina               | Argentina | Brasil    | 7 – 0  | Venezuela | Campeonato Sul-Americano Sub 16 de 1985            |
| 2  | Abril de 1986           | Lima                    | Peru      | Brasil    | 1 – 1  | Venezuela | Campeonato Sul-Americano Sub 16 de 1986            |
| 3  | 18 de Outubro de 1988   | Equador                 | Equador   | Brasil    | 5 – 1  | Venezuela | Campeonato Sul-Americano Sub 16 de 1988            |
| 4  | 14 de Março de 2001     | Arequipa                | Peru      | Brasil    | 3 – 0  | Venezuela | Campeonato Sul-Americano Sub 17 de 2001            |
| 5  | 8 de Maio de 2003       | Santa Cruz De La Sierra | Bolívia   | Venezuela | 1 – 3  | Brasil    | Campeonato Sul-Americano Sub 17 de 2003            |
| 6  | 7 de Abril de 2005      | Maracaibo               | Venezuela | Venezuela | 1 – 7  | Brasil    | Campeonato Sul-Americano Sub 17 de 2005            |
| 7  | 20 de Março de 2007     | Ibarra                  | Equador   | Brasil    | 4 – 0  | Venezuela | Campeonato Sul-Americano Sub 17 de 2007            |
| 8  | 13 de Março de 2011     | Ibarra                  | Equador   | Brasil    | 4 – 3  | Venezuela | Campeonato Sul-Americano Sub 17 de 2011            |
| 9  | 17 de Abril de 2013     | San Luis                | Argentina | Brasil    | 1 – 1  | Venezuela | Campeonato Sul-Americano Sub 17 de 2013            |
| 10 | 9 de Março de 2015      | Capiata                 | Paraguai  | Brasil    | 2 – 3  | Venezuela | Campeonato Sul-Americano Sub 17 de 2015            |
| 11 | 26 de Fevereiro de 2017 | Talca                   | Chile     | Brasil    | 1 – 0  | Venezuela | Campeonato Sul-Americano Sub 17 de 2017,Grupo B    |
| 12 | 10 de Março de 2017     | Rancagua                | Chile     | Brasil    | 4 – 0  | Venezuela | Campeonato Sul-Americano Sub 17 de 2017,Fase final |

#### Estatísticas da Sub-17
Até 05 de Fevereiro de 2017
| Casa | Fora | Total | Brasil- Venezuela | Total | Fora | Casa |
| ---- | ---- | ----- | ----------------- | ----- | ---- | ---- |
| 0    | 12   | 12    | Jogos             | 12    | 11   | 1    |
| 0    | 9    | 9     | Vitórias          | 1     | 1    | 0    |
| 0    | 2    | 2     | Empates           | 2     | 2    | 0    |
| 0    | 1    | 1     | Derrotas          | 9     | 8    | 1    |
| 0    | 42   | 42    | Gols marcados     | 11    | 10   | 1    |
| 0    | 11   | 11    | Gols sofridos     | 42    | 35   | 7    |

## Feminino

### Seleção principal
Essas foram as partidas entre as seleções principais femininas:
| Nª | Data                   | Cidade        | País      | Mandante | Placar | Visitante | Competição                                   |
| -- | ---------------------- | ------------- | --------- | -------- | ------ | --------- | -------------------------------------------- |
| 1  | 5 de Maio de 1991      | Maringá       | Brasil    | Brasil   | 6 – 0  | Venezuela | Campeonato Sul-Americano de 1991, Fase Única |
| 2  | 6 de Março de 1998     | Mar del Plata | Argentina | Brasil   | 14 – 0 | Venezuela | Campeonato Sul-Americano de 1998, Grupo A    |
| 3  | 19 de Novembro de 2006 | Mar del Plata | Argentina | Brasil   | 6 – 0  | Venezuela | Campeonato Sul-Americano de 2006, Grupo B    |
| 4  | 5 de Novembro de 2010  | Loja          | Equador   | Brasil   | 4 – 0  | Venezuela | Campeonato Sul-Americano de 2010, Grupo B    |
| 5  | 11 de Abril de 2018    | Coquimbo      | Chile     | Brasil   | 4 – 0  | Venezuela | Campeonato Sul-Americano de 2018, Grupo B    |

#### Estatísticas da Seleção Feminina
Até 05 de Fevereiro de 2017
| Casa | Fora | Total | Brasil- Venezuela | Total | Fora | Casa |
| ---- | ---- | ----- | ----------------- | ----- | ---- | ---- |
| 2    | 2    | 4     | Jogos             | 4     | 4    | 0    |
| 2    | 2    | 4     | Vitórias          | 0     | 0    | 0    |
| 0    | 0    | 0     | Empates           | 0     | 0    | 0    |
| 0    | 0    | 0     | Derrotas          | 4     | 4    | 0    |
| 10   | 24   | 34    | Gols marcados     | 0     | 0    | 0    |
| 0    | 0    | 0     | Gols sofridos     | 34    | 34   | 0    |